# 律疏部 (大正蔵)
律疏部（りつしょぶ）とは、大正新脩大蔵経において、中国撰述の、律に対する註釈書をまとめた領域のこと。
- 道宣、元照（律宗） --- 『四分律』
- 智顗（天台宗）、法蔵（華厳宗） --- 『梵網経』
- 懐素

等の註釈書が含まれている。
第18番目の部であり、収録されている典籍ナンバーは1804から1815まで。巻数では第40巻（前半）に相当する。

## 構成

### 巻別
- 経疏部 第40巻 - No.1804-1815

### 詳細
経疏部 第40巻 - No.1804-1815
- 1804.『四分律刪繁補闕行事鈔』
- 1805.『四分律行事鈔資持記』
- 1806.『四分律比丘含注戒本』
- 1807.『四分比丘戒本疏』
- 1808.『四分律刪補随機羯磨』
- 1809.『僧羯磨』
- 1810.『尼羯磨』
- 1811.『菩薩戒義疏』
- 1812.『天台菩薩戒疏』
- 1813.『梵網経菩薩戒本疏』
- 1814.『菩薩戒本疏』
- 1815.『梵網経古迹記』